# La Torreta (Alacant)
La Torreta és un barri d'Alacant, situat al nord-oest de la ciutat.
El barri, oficialment creat amb eixe nom el 2021, limita al nord-est amb el barri de Sant Agustí, a l'est i oest amb el Polígon de Sant Blai i al sud amb el barri de Joan Pau II.
La població del barri de la Torreta l'any 2022 era de 4.986 habitants segons el padró municipal d'Alacant.

## Història
Aquesta zona del municipi, pertanyent al Polígon de Sant Blai, va sol·licitar l'any 2017 esdevenir un nou barri de la ciutat i canviar la denominació de PAU-2 ('Pla d'Actuació Urbanística-2') que tenia fins aquell moment. Es va celebrar una consulta popular per triar el nom del barri i finalment, el 2021, es va aprovar la petició presentada pels veïns.
La denominació del barri correspon al topònim històric de la zona, que ja una foguera del barri va adoptar en el seu nom, la foguera de Sant Blai-La Torreta, a partir de l'existència d'una partida i finca amb eixe nom on se situava l'anomenada Casa de la Torreta.